# Tirpitz (świnia)

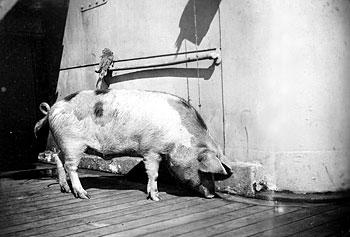
Tirpitz na pokładzie brytyjskiego lekkiego krążownika HMS Glasgow (1909)

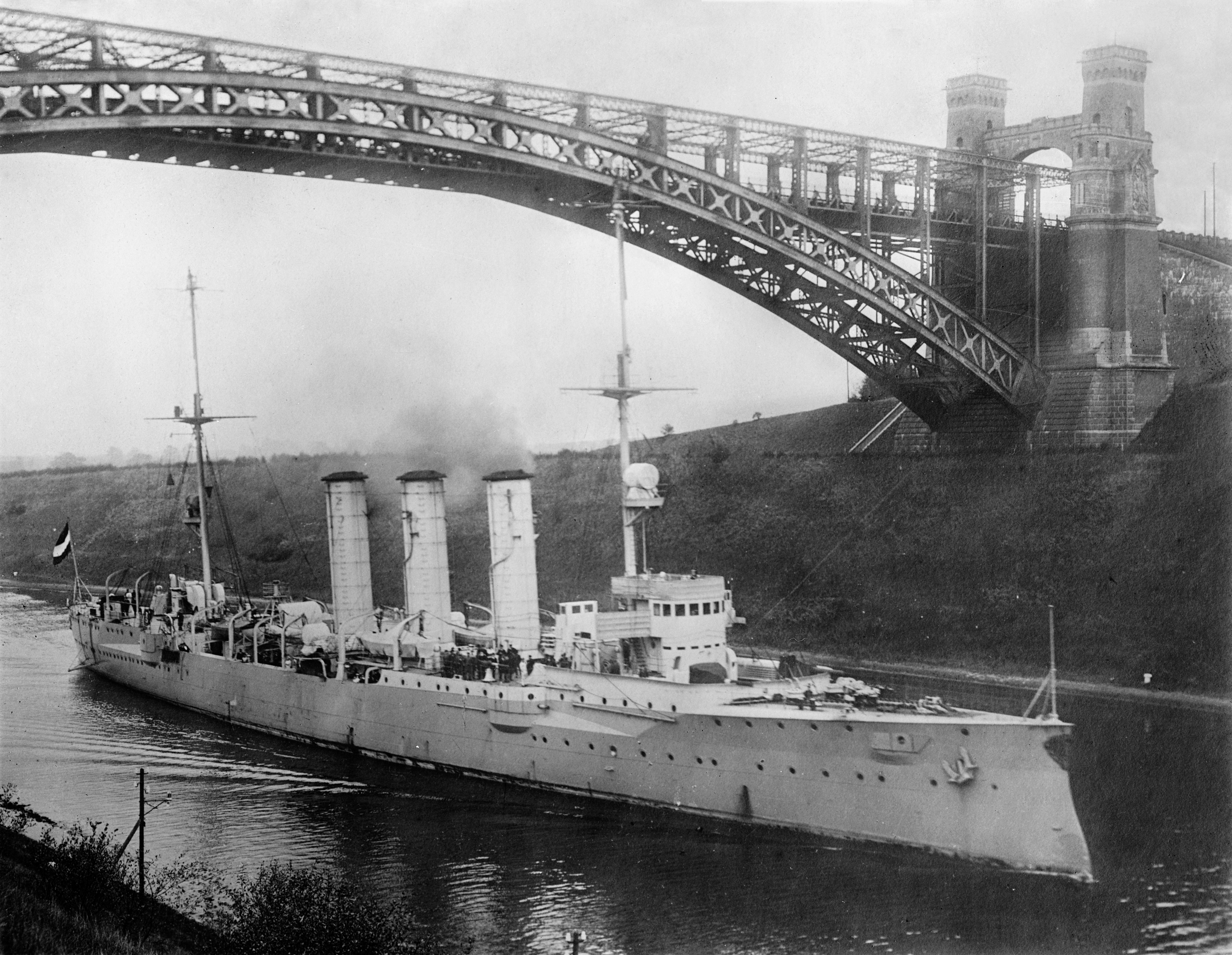
SMS „Dresden” – pierwszy dom Tirpitza

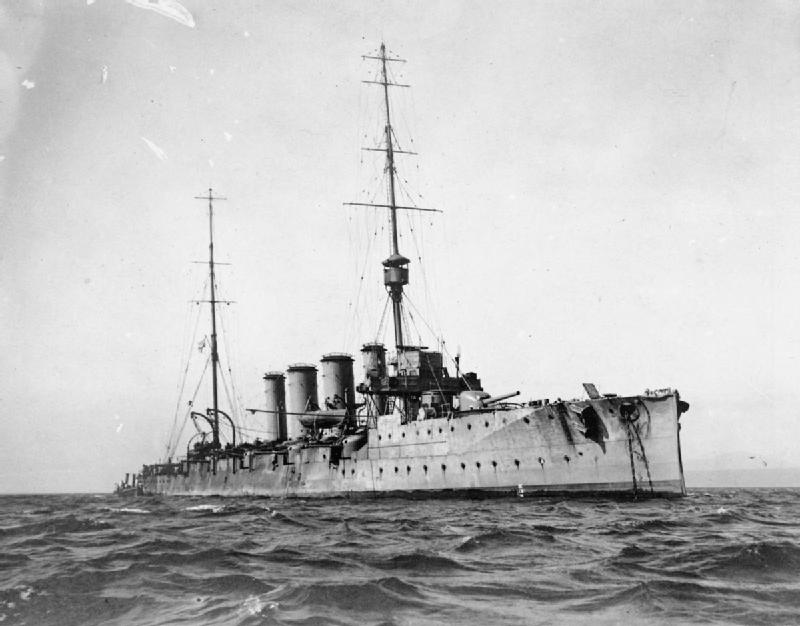
HMS Glasgow (1909) – drugi dom Tirpitza

Tirpitz – świnia będąca maskotką marynarzy na brytyjskim lekkim krążowniku HMS „Glasgow” w czasie I wojny światowej.

## Historia
Świnie często trzymano na pokładach okrętów wojennych, aby dostarczały świeżego mięsa. Tirpitz znajdował się na pokładzie niemieckiego lekkiego krążownika SMS „Dresden”, gdy ten otrzymał rozkaz wypłynięcia na południowy Atlantyk, aby dołączyć do sił wiceadmirała Maximiliana von Spee w celu atakowania statków handlowych ententy. Pierwsze spotkanie okrętu z HMS „Glasgow” miało miejsce w bitwie pod Coronelem, w której zwyciężyła flota niemieckiej Kaiserliche Marine. Później Niemcy zostali pokonani w bitwie koło Falklandów, chociaż szybszy „Dresden” zdołał uciec. Został jednak zlokalizowany w zatoce Cumberland na chilijskiej wyspie Más a Tierra (obecnie znanej jako wyspa Robinson Crusoe), przez HMS „Glasgow” i HMS „Kent” u wybrzeży Ameryki Południowej 14 marca 1915 roku. Niemcy samozatopili okręt, ale Tirpitz na nim pozostał, gdy „Dresden” tonął.
Tirpitz zdołał wydostać się na pokład i odpłynąć od tonącego „Dresdena”. Skierował się w stronę pobliskich okrętów brytyjskiej Royal Navy i został zauważony przez podoficera na pokładzie HMS „Glasgow”. Marynarz wskoczył do wody, ale przestraszony Tirpitz prawie go utopił. Ostatecznie udało mu się jednak uratować świnię i zabrać ją na pokład. Zwierzę zostało adoptowane przez załogę HMS „Glasgow”, która uczyniła je swoją maskotką i nadała jej imię „Tirpitz”, na cześć niemieckiego admirała Alfreda von Tirpitza oraz przyznała „Żelazny Krzyż” za pozostanie na okręcie po ucieczce Niemców. Świnia przebywała na „Glasgow” przez rok, a następnie została umieszczona na kwarantannie, dopóki nie pozwolono jej zaadoptować podoficerowi, który ją pierwszy zobaczył, a który następnie przeniósł ją do Whale Island Gunnery School w Portsmouth, gdzie pozostała do końca swojego życia. 
W 1919 roku Tirpitz został ostatecznie sprzedany na aukcji charytatywnej jako wieprzowina. Zebrano 1785 funtów szterlingów dla Brytyjskiego Czerwonego Krzyża. Tirpitz został kupiony przez Williama Cavendisha-Bentincka, który podarował wypchaną głowę Tirpitza Imperial War Museum. Inna pamiątka po Tirpitzu została przekazana kolejnemu okrętowi HMS „Glasgow”, który posiadał parę srebrnych noży do krojenia mięsa z uchwytami wykonanymi z nóg Tirpitza. Te noże zostały później również nabyte przez Imperial War Museum.